# Ibn Ishak
Muḥammad ibn Isḥaq ibn Yasār ibn Khiyār (prema nekim izvorima ibn Khabbār, ili Kūmān, ili Kūtān, arapski محمد بن إسحاق بن يسار بن خيار, ili jednostavno ibn Isḥaq ابن إسحاق, što znači "sin Izakov") (? - 761. ili 767) bio je arapski muslimanski povjesničar i hagiograf. Poznat je po tome što je prikupljao usmenu predaju koja će poslužiti kao podloga za najvažniju biografiju islamskog proroka Muhameda.

### Primarni izvori
- Alfred Guillaume, The Life of Muhammad. A translation of Isḥaq's "Sirat Rasul Allah", with introduction [xiii-xliii] and notes (Oxford University 1955), xlvii + 815 pages. The Arabic text used by Guillaume was the Cairo edition of 1355/1937 by Mustafa al-Saqqa, Ibrahim al-Abyari and Abdul-Hafiz Shalabi, as well as another, that of F. Wustenfeld (Göttingen 1858–1860). Ibn Hasham's "Notes" are given at pages 691–798.
- Gustav Weil, Das Leben Mohammeds nach Mohammed ibn Ishak, bearbeitet von Abd Malik ibn Hischam (Stuttgart: J. B. Metzler'schen Buchh. 1864), 2 volumes. The Sirah Rasul Allah translated into German with annotations. Volume 1
- Ibn Isḥaq, The Life of Muhammad. Apostle of Allah (London: The Folio Society 1964), 177 pages. From a translation by Edward Rehatsek (Hungary 1819 – Mumbai [Bombay] 1891), which has been abridged and introduced [at 5–13] by Michael Edwards. Rehatsek had completed his translation; it was given to the Royal Asiatic Society of London by F. F. Arbuthnot in 1898.
- Ibn Isḥaq. 2004.  Al-Mazīdī, Aḥmad Farīd (ur.). Al-Sīrah al-Nabawiyah li-ibn Isḥāq (السيرة النبوية لابن إسحاق) (arapski). Dār al-kutub al-ʻilmiyah. Bayrūt. ISBN 2745139827
- Ibn Isḥaq. 1976.  Hamidullah, Muhammad (ur.). Sīrat ibn Isḥāq al-musammāh bi-kitāb al-Mubtadaʼ wa-al-Mabʻath wa-al-maghāzī (سيرةابن اسحاق، المسماة بكتاب المبتدأ والمبعث والمغازي) (arapski). Maʻhad al-Dirāsāt wa-al-Abḥāth lil-Taʻrīb. Al-Rabāṭ al-Maghrib.

### Tradicionalne biografije
- Ibn Sayyid al-Nās, ʿUyūn al-athar fī funūn al-maghāzī wa al-shamāʾil wa al-siyar.
- Al-Khaṭīb al-Baghdādī, Tārīkh Baghdād.
- Al-Dhahabī, Mīzān al-iʿtidāl fī naqd al-rijāl.
- Yāqūt al-Ḥamawī, Irshād al-arīb fī mʿrefat al-adīb.

### Sekundarni izvori
- Donner, Fred McGraw. 1998. Narratives of Islamic origins: the beginnings of Islamic historical writing. Darwin Press. ISBN 9780878501274
- Robinson, Chase, Islamic Historiography, Cambridge University Press, 2003, ISBN 0-521-58813-8
- Wansbrough, John, Quranic Studies, 1977, as reprinted in 2004, ISBN 0197135889
- Wansbrough, John, The Sectarian Milieu, 1978, as reprinted in 2005. ISBN 0-19-713596-X.
- 'Arafat, W. 1. siječnja 1958. Early Critics of the Authenticity of the Poetry of the "Sīra". Bulletin of the School of Oriental and African Studies, University of London. 21 (1/3): 453–463. ISSN 0041-977X. Pristupljeno 1. listopada 2011.